# Marilia biloba
Marilia biloba är en nattsländeart som beskrevs av Oliver S. Flint Jr. 1974. Marilia biloba ingår i släktet Marilia och familjen böjrörsnattsländor. Inga underarter finns listade i Catalogue of Life.